# Галипољска кампања
Галипољска операција је вођена у Првом светском рату и током ње су снаге Антанте покушале да овладају Галипољским полуострвом и Дарданелима да би себи омогућиле приступ Цариграду са крајњим циљем његовог заузимања чиме је планирано да се из даљег тока рата избаци Османско царство. Борбе су отпочеле 25. априла 1915. године искрцавањем трупа Антанте, а окончале су се 9. јануара 1916. године потпуним повлачењем инвазионих трупа. Нарочито тешке губитке доживеле су експедиционе снаге Аустралије и Новог Зеланда.
Снаге Антанте су махом сачињавале трупе Уједињеног Краљевства ван Енглеске (Ирска, Аустралија и Нови Зеланд) које су чинили добровољци и нередовна војска, али се данас сматра да разлог потпуне пропасти инвазије лежи у низу грешака које су начинили команданти операције. Данас Галипоље у Уједињеном Краљевству и његовим некадашњим колонијама представља симбол великог, непотребног и узалудног страдања, а сам залив Сувла (у коме је вођен део борби) представља његов синоним.

## Позадина
Дана 29. октобра 1914. године, два бивша немачка ратна брода, османски Јавуз Султан Селим и Мидили, још увек под командом немачких официра, извела су рацију на Црном мору, којом су бомбардовали руску луку Одесу и потопили неколико бродова. Османлије су 31. октобра ушли у рат и започели Кавкаски поход против Русије. Британци су на кратко бомбардовали тврђаву у Галипољу, напали Месопотамију и проучавали могућност заузимања Дарданела.

### Савезничка стратегија и Дарданели
Пре него што је зачета операција Дарданели, Британци су планирали да изведу амфибијску инвазију у близини Александрете на Медитерану, идеју коју је Богос Нубар првобитно представио 1914. године. Овај план развио је државни секретар за рат, фелдмаршал Херберт Киченер за одвајање главног града од Сирије, Палестине и Египта. Александрета је била област са хришћанским становништвом и била је стратешко средиште железничке мреже Османског царства - њено заузимање би царство пресекло на два дела. Вицеадмирал сер Ричард Пирс, врховни командант Источне Индије, наредио је капетану Франку Ларкину са ХМС Дорис у Александрети 13. децембра 1914. године да припрема напад. Ту су биле и руска крстарица Асколд и француска крстарица Рекин. Киченер је радио на плану још у марту 1915. године и учествовао је у британском покушају подстицања Арапске побуне. Десант у Александрети је напуштен, јер би му војно било потребно више ресурса него што је Француска могла да издвоји, а политички Француска није желела да Британци делују у њиховој сфери утицаја, на шта је Британија пристала 1912. године.
Крајем 1914. године, на Западном фронту, француско-британска контраофанзива започела је Првом битком на Марни а завршена је у Првој ипрској бици у Фландрији у којој су Белгијанци, Британци и Французи претрпели много жртава. Маневарски рат је завршен и замењен је рововским ратом. Немачко царство и Аустроугарска затвориле су копнене трговинске путеве између Британије и Француске на западу и Русије на истоку. Бело море на арктичком северу и Охотско море на далеком истоку била су зими завејана ледом и удаљена од Источног фронта, Балтичко море блокирала је Немачка царска морнарица а улаз у Црно море кроз Дарданеле контролисало је Османско царство. Док су Османлије и биле неутралне, помоћ се још могла слати у Русију преко Дарданела, али пре османског уласка у рат, мореузи су били затворени, Османлије су током новембра почеле да минирају пловни пут.
Француски министар правде Аристид Бријан предложио је у новембру напад на Османско царство, али је то одбијено, а покушај Британаца да приволе Османлије да се придруже савезничкој страни такође није успео. Касније тог месеца, Винстон Черчил, први лорд адмиралитета, предложио је поморски напад на Дарданеле, делимично на основу погрешних извештаја о јачини османских трупа. Черчил је желео да искористи велики број застарелих бојних бродова, који нису могли да делују против немачке флоте отвореног мора, у операцији Дарданели, са малом окупационом снагом коју је обезбедила војска. Надао се да ће напад на Османлије такође увући Бугарску и Грчку (бивше османске поседе) у рат на савезничкој страни. Дана 2. јануара 1915. године, велики војвода Николај Николајевич обратио се Британији за помоћ против Османлија, који су започели Кавкаски поход. Почело је планирање поморских напада на Дарданелима за преусмеравање османских трупа са Кавказа.

### Покушај заузимања мореуза
Дана 17. фебруара 1915. године, британски хидроавион из ХМС Арк Ројала извео је извиђачки лет изнад мореуза. Два дана касније, први напад на Дарданеле започео је када је јака англо-француска оперативна група, укључујући британски дреднот ХМС Краљица Елизабета, започео дуго бомбардовање османских батерија обалске артиљерије. Британци су намеравали да користе осам авиона Арк Ројала за извиђање османских положаја, али сурови услови учинили су све осим једног, Шорт типа 136, неупотребљивим. Период лошег времена успорио је почетну фазу, али до 25. фебруара спољна утврђења су пробијена, а улаз очишћен од мина. Након тога, краљевски маринци су искрцани да униште оружарнице на Кум Калеу и Седулбахиру, док је поморско бомбардовање пребачено на батерије између Кум Калеа и Кепеза.
Фрустриран покретљивошћу османских батерија, које су избегавале савезничко бомбардовање и претиле миноловцима послатим да очисте мореуз, Черчил је почео да врши притисак на поморског заповедника, адмирала Саквила Кардена, да повећа напоре флоте. Карден је израдио нове планове и 4. марта послао Черчилу телеграм, наводећи да може очекивати да флота стигне у Истанбул у року од 14 дана. Осећај предстојеће победе појачан је пресретањем немачке бежичне поруке која је открила да је у османским тврђавама Дарданели понестало муниције. Када је порука пренесена Кардену, договорено је да ће главни напад бити покренут 17. марта или приближно око тог датума. Кардена, који је патио од стреса, медицински службеник је ставио на листу болесника, а команду је преузео адмирал Џон де Робек.

### 18. март 1915.
Дана 18. марта 1915. године савезничка флота, која се састојала од 18 бојних бродова са низом крстарица и разарача, започела је главни напад на најужу тачку Дарданела, где је мореуз широк 1,6 километара. Упркос извесним оштећењима савезничких бродова који су размењивали ватру са османским утврђењима, дуж мореуза су распоређени миноловци. У османском званичном извештају, до 14:00 је наведено: "пресечене су све телефонске жице, прекинута је сва комуникација са тврђавама, неки топови су оштећени ... што је за последицу имало попуштање артиљеријске одбране". Француски бојни брод Буве ударио је у мину након чега је потонуо, са само 75 преживелих од укупне посаде од 718. Миноловци, у којима су били цивили, повукли су се под отоманском артиљеријском ватром, остављајући минска поља углавном нетакнута. ХМС Ирезистабл и ХМС Инфлексибл налетели су на мине. Ирезистабл је потонуо, а већина његове преживеле посаде је спашена. Инфлексибл је тешко оштећен и повучен. Током битке дошло је до забуне око узрока штете, неки учесници су за то окривили торпеда. ХМС Оушн послат је да спаси Ирезистабл али је погођен артиљеријском гранатом, након чега је ударио у мину и убрзо потонуо.
Француски бојни бродови Суфран и Голуа пропловили су новом линијом мина које је десетак дана раније тајно поставио османски минополагач Нусрет, и такође су оштећени. Губици су приморали де Робека да изда „општи опозив“ како би заштитио оно што је остало од његове флоте. Током планирања кампање предвиђали су се поморски губици и слали су углавном застарели бојни бродови, неспособни да се супротставе немачкој флоти. Неки од старијих поморских официра попут заповедника краљице Елизабете, комодора Роџера Кејза, сматрали су да су близу победе, верујући да је османским утврђењима готово понестало муниције, али су преовладали ставови де Робека и првог морског лорда Џона Фишера. Покушаји савезника да освоје мореуз поморском снагом су прекинути због губитака и лошег времена. Почело је планирање копненог заузимања турске одбране, како би се отворио пут бродовима. Две савезничке подморнице покушале су да пређу Дарданеле, али су потопљене од мина и јаких струја.

## Увод

### Припреме савезничког искрцавања
Након неуспеха поморских напада, окупљене су трупе да елиминишу османску покретну артиљерију, што је спречавало савезничке миноловце да очисте пут већим бродовима. Киченер је поставио генерала сер Јана Хамилтона на чело Медитеранских експедиционих снага (МЕФ) које су бројале 78.000 људи. Војници Аустралијске империјалне снаге (АИФ) и Новозеландских експедиционих снага (НЗЕФ) били су стационирани у Египту, пролазећи обуку пре него што су послати у Француску. Аустралијске и новозеландске трупе формирале су Аустралијски и новозеландски армијски корпус (АНЗАК), којим је командовао генерал-потпуковник сер Вилијам Бирдвуд, чинећи добровољачку 1. аустралијску дивизију и новозеландску и аустралијску дивизију. Трупама АНЗАЦ-а придружиле су се редовна 29. дивизија и Краљевска поморска дивизија. Француски Оријентни експедициони корпус, који се у почетку састојао од две бригаде у оквиру једне дивизије, накнадно је стављен под Хамилтонову команду.
Током следећег месеца, Хамилтон је припремио свој план и британске и француске дивизије придружиле су се Аустралијанцима у Египту. Хамилтон је изабрао да се концентрише на јужни део полуострва Галипоље код рта Хелес и Седулбахира, где се очекивало несметано слетање. Савезници су у почетку снизили борбену способност османских војника. Наивност савезничких планера илустрована је летком који је издат Британцима и Аустралијанцима док су још били у Египту, на њему су били приказани:
Турски војници који показују жељу за предајом држећи кундак према горе и машући одећом или крпама било које боје. На стварну белу заставу треба гледати с највећом сумњом, јер турски војник вероватно неће имати нешто у тој боји.
Потцењивање османског војног потенцијала произашло је из „осећаја супериорности“ међу савезницима, због пада Османског царства и његових лоших перформанси у Либији током Турско-италијанског рата 1911–1912 и потом у Балканским ратовима од 1912. и 1913. Савезничка обавештајна служба није се адекватно припремила за кампању, у неким случајевима се ослањала на информацијама добијених од египатских туристичких водича. Трупе за напад биле су натоварене на транспорте редоследом којим су се морале искрцати, што је изазвало велико одлагање што је значило да су многе трупе, укључујући Французе у Мудросу, биле принуђене да заобиђу Александрију како би се укрцале на бродове који ће их одвести у борбу. Уследило је петонедељно кашњење до краја априла, током којег су Османлије ојачале одбрану на полуострву, иако је лоше време током марта и априла ионако могло одложити искрцавање, спречавајући снабдевање и појачање. После припрема у Египту, Хамилтон и његов штаб стигли су у Мудрос 10. априла. Корпус АНЗАК напустио је Египат почетком априла и окупио се на острву Лимнос у Грчкој 12. априла, где је почетком марта успостављен мали гарнизон и извршено искрцавање. Британска 29. дивизија кренула је за Мудрос 7. априла, а Краљевска морнаричка дивизија припремала се на острву Скирос, након што је тамо стигла 17. априла. Тог дана, британска подморница ХМС Е15 покушала је да пређе мореуз, али је погодила одбрамбену мрежу, насукала се и била гранатирана са турске тврђаве. Погинули су поручник Теодор С. Броди и шест чланова његове посаде, а преживели су били приморани да се предају. Савезничка флота и британске и француске трупе окупиле су се на Мудросу, спремне за искрцавање, али лоше време од 19. марта приземљило је савезничке авионе девет дана, а током 24 дана био је могућ само делимични програм извиђачких летова.

### Османске одбрамбене припреме
Османске снаге спремне да одбију искрцавање са обе стране теснаца биле су из 5. османске армије. Ова снага, која се у почетку састојала од пет дивизија са другом на путу, била је регрутна снага, којом је командовао Ото Лиман фон Сандерс. Многи старији официри 5. армије такође су били Немци. Османски заповедници и високи немачки официри расправљали су о најбољим средствима за одбрану полуострва. Сви су се сложили да је најбоља одбрана држати узвишицу на гребенима полуострва. Било је неслагања око тога где ће се непријатељ искрцати и где ће концентрисати снаге. Командант Мустафа Кемал био је упознат са полуострвом Галипоље из својих операција против Бугарске у Балканским ратовима и прогнозирао је да су ртови Хелес (јужни врх полуострва) и Кабатепе вероватна подручја за слетање.
Мустафа Кемал је веровао да ће Британци искористити своју поморску надмоћ да доминирају копном са свих страна на врху полуострва, код Кабатепеа, кратка удаљеност до источне обале значила је да савезници могу лако доћи до Нароса (завој под правим углом усред Дарданела). Сандерс је залив Бешик на азијској обали сматрао најрањивијим за инвазију, јер је терен био лакши и погоднији је за напад на најважније османске батерије које су чувале теснаце и тамо је окупљена трећина 5. армије. Две дивизије биле су концентрисане на Болајиру на северном крају полуострва Галипоље, како би заштитиле линије снабдевања и комуникације до даље одбране на полуострву. 19. дивизија (Кемал) и 9. дивизија биле су смештене дуж егејске обале и код рта Хелес на врху полуострва. Сандерс је главнину османских снага држао у копну у резерви, остављајући најмање трупа да чувају обалу. Трећа дивизија и коњичка бригада стигле су из Истанбула почетком априла, доводећи снагу фронта Османлија на 60.000–62.077 људи, које је Сандерс концентрисао у три групе. Наложен је максималан напор за побољшање копнене и поморске комуникације, како би се појачање брзо пребацило на опасне тачке, трупе су се ноћу кретале како би избегле савезничко ваздушно извиђање. Сандерсовој стратегији супротставили су се османски заповедници, укључујући Кемала, који је веровао да су браниоци превише раширени да би поразили инвазију на плажама.  Сандерс је био сигуран да ће крути систем одбране пропасти и да једина нада за успех лежи у мобилности три групе, посебно 19. дивизије код Богхалија, у општој резерви, спремној да се пресели на Болајир, Кабатепе или азијску обалу.
Време потребно Британцима за организовање искрцавања значило је да су Сандерс, пуковник Ханс Каненгајзер и други немачки официри, уз подршку Есат-паше (3. корпус), имали више времена да припреме одбрану. Сандерс је касније изјавио: "Британци су нам дозволили четири добре недеље предаха за сав овај посао пре њиховог великог искрцавања ... Овај предах је био довољан да се предузму најнеопходније мере." Изграђени су путеви, грађени мали чамци за преношење трупа и опреме преко Нароса, ожичене плаже и постављене импровизоване мине од торпедних бојевих глава. Дуж плажа су ископани ровови и оружје, а трупе су ишле маршевима да би избегле летаргију. Кемал, чија је 19. дивизија била од виталног значаја за одбрамбени план, посматрао је плаже и чекао знакове инвазије са свог места у Богхалију, близу Мајдоса. Османлије су организовали мало ваздухопловство уз помоћ Немачке и у фебруару су имали четири летелице које су деловале око Чанакалеа, изводећи извиђачке летове. Од 11. априла, османска летелица је често летела изнад Мудроса, надгледајући скуп британских морнаричких снага, а аеродром је успостављен у близини Галипоља.

## Искрцавање
Савезници су планирали да се искрцају и осигурају северну обалу, да заузму османске тврђаве и артиљеријске батерије како би поморска снага могла да напредује кроз мореуз и Мраморно море ка Истанбулу. Искрцавање је заказано за 23. април, али је одложено за 25. април због лошег времена, и требало је да се изведе на пет плажа на полуострву. 29. дивизија требало је да се искрца код Хелеса на почетку полуострва, а затим напредује према тврђавама на Килитбахиру. АНЗАК заједно са 3. аустралијском пешадијском бригадом на челу напада, требало је да се искрцају северно од Кабатепеа на егејској обали, одакле су могли да напредују преко полуострва, пресецајући османске трупе у Килитбахиру, и зауставе појачање да стигне до рта Хелес. Овај сектор полуострва Галипоље постао је познат као Анзак, подручје које су држали Британци и Французи постало је познато као сектор Хелес или Хелес. Французи су се преусмерили на Кум Кале на азијској обали пре поновног укрцавања, како би задржали источно подручје сектора Хелес. Краљевска морнаричка дивизија симулирала је припреме за искрцавање на Булајиру као диверзију, а новозеландски официр Бернард Фрајберг испливао је на обалу под ватром да би упалио бакље како би одвратио пажњу браниоцима од стварног искрцавања. Фрајберг је касније одликован Орденом угледне службе.
Поморска подршка при искрцавању првобитно је укључивала бомбардовање плажа и прилаза, али је промењена у бомбардовање гребена током искрцавања, с тим да су плаже само гранатиране пре искрцавања. На крају није донета одлука о питању блиске подршке, а препуштено је иницијативи капетана појединачних бродова. Нерадо приближавање обали касније је утицало на искрцавања на плажама 'V' и 'W', где су се догодили неки од најтежих губитака међу пешадијом, док је поморска подршка била од неке помоћи на плажама 'S', 'Х' и АНЗАК-у. Чак и тада је његова ефикасност била ограничена почетном збрком на копну, разбијеним тереном, густом вегетацијом и недостатком видљивости. Киченер је одлучио да се мора ангажовати Краљевска поморска ваздухопловна служба (РНАС), и савезници су упослили малу силу хидроавиона и других летелица из 3 ескадриле РНАС (командант Чарлс Самсон) који су стигли на Тенедос крајем марта. Првобитно се малим османским ваздухопловним снагама нису супротстављали, а током планирања, сила је коришћена за ваздушно извиђање, мада се то на крају показало недовољним за испуњавање обавештајних потреба савезника и надокнађивање недостатка одговарајућих карата. Након искрцавања, савезничка авијација је извршила фотографско извиђање, посматрала поморску пуцњаву, извештавала о османским покретима трупа и извела мали број бомбардовања.

### Залив Анзак
Распоређене на северном десанту, Бирдвудове снаге су укључивале 1. аустралијску дивизију (генерал-мајор Вилијам Бриџис) и новозеландску и аустралијску дивизију (генерал-мајор сер Александер Годли), снаге од око 25.000 људи. Снага је требало након искрцавања да крене према унутрашњости да пресече линије комуникације са османским снагама на југу. Планирано је да се Прва аустралијска дивизија искрца прва, а Трећа пешадијска бригада ће покривати њено кретање ка унутрашњости да успостави положаје на Ган Риџу. Друга пешадијска бригада требало је да следи и заузме више тло на Сари Бајиру, а Прва пешадијска бригада би се последња искрцала као дивизијска резерва. Новозеландска и аустралијска дивизија требало је да изађу на обалу и спреме се за напредовање преко полуострва. Снага је требало да се окупи ноћу и искрца се у зору да изненади браниоце, а увече 24. априла, заштитна снага кренула је на бојне бродове и разараче, са пратећим снагама у транспорту. Трупе би се искрцале из транспорта у бродским чамцима, а затим би се искрцале на обалу.
Око 2 сата ујутру османски посматрач на брду у Арибурну угледао је мноштво бродова далеко на хоризонту. Капетан Фајик, задужен за чету из 27. пешадијског пука, која се тамо налазила, то је потврдио својим двогледом и одмах обавестио свог команданта Исмет-бега у Кабатепеу. До 3 сата ујутро Месец је био покривен облацима и Турци више нису видели бродове.
У 04:00 ујутро, 25. априла, прва група трупа 3. бригаде почео је да се креће према обали на баржама и бродским чамцима. Резервне снаге искрцале су се приближно 2 км (2 км) северно, у заливу јужно од Арибурна, услед неочекиваних струја или навигационе грешке. Искрцавање је било теже, изнад земље која се стрмо уздизала од плажа, за разлику од циља на југ, који је био отворенији. Место искрцавања браниле су само две османске чете, али са положаја на командном терену Османлије су нанеле бројне губитке Аустралијанцима пре него што су били савладани. Тежак терен спречио је координирано кретање у унутрашњост, са Аустралијанцима на непознатом терену и са нетачним мапама. У лавиринту стрмих јаруга, оструга и густог грмља, аустралијске снаге које су отишле напред брзо су изгубиле контакт и биле су подељене у мале групе. Неке аустралијске трупе дошле су до другог гребена, али је мали број њих постигао своје циљеве пошто су се раштркале.
1. и 2. бригада, затим новозеландска и аустралијска дивизија, искрцале су се на плаже око Арибурнуа, али су се испомешале, па им је требало времена за реорганизацију. Отприлике четири сата након започињања искрцавања, главнина 1. аустралијске дивизије била је сигурно на копну и њени водећи елементи кретали су се ка унутрашњости. До средине јутра Кемал је реорганизовао браниоце за контранапад на командне висине Чунук Бајир и Сари Бајир. Десни бок малог узвишења које су заузели Аустралијанци нападнут је преподне у 10:30, при чему је изгубљена већина висоравни 400. Током поподнева и вечери леви бок је одбачен са висоравни 700 и Нека. До вечери су Бриџис и Годли препоручили поновно укрцавање, Бирдвуд се сложио, али након савета морнарице да је поновно укрцавање немогуће, Хамилтон је наредио трупама да ископају ровове. Османски контранапад је на крају одбијен и Аустралијанци су успоставили линију отприлике од Вокеровог Риџа на северу до Шел Грина на југу.  АНЗАК је првог дана претрпео губитке од око 2.000 људи убијених или рањених. Неуспех у обезбеђивању високог терена довео је до тактичког застоја, при чему су се искрцавања бранилаца одвијала на дужини мањој од 2 км.
Аустралијска подморница ХМАС АЕ2 (поручник командант Хенри Стокер) продрла је у мореуз у ноћи између 24. и 25. априла. Кад су искрцавања на рту Хелес и у заливу Анзак започела у зору 25. априла, АЕ2 је стигла до Чанакалеа до 06:00 и торпедовала турску топовњачу за коју се верује да је била крстарица класе Пеик-и Севкет и избегла турски разарач. Подморница се насукала испод турског утврђења, али Османлије нису успеле довести топове и АЕ2 је успела да опет слободно заплови. Убрзо након поновног пуцања, турски бојни брод, који је пуцао преко полуострва на савезничка места за искрцавање, је опазио перископ и повукао се. АЕ2 је напредовала према Мраморном мору и у 08:30 Стокер је одлучио да одмори подморницу на морском дну до ноћи. Око 21:00, АЕ2 је изронила како би напунила батерије и послала бежични извештај флоти. Искрцавање на рт Хелес ишло је добро, али искрцавање у заливу АНЗАК није било тако успешно и заповедник АНЗАК-а, генерал-пуковник сер Вилијам Бирдвуд, размишљао је о поновном укрцавању својих трупа. Успех АЕ2 допринео је у одлуци Бирдвуда да одложи повлачење, а извештаји о успеху АЕ2 преношени су војницима на обалу ради побољшања морала. Стокеру је наређено да "углавном бежи", а без непријатеља на видику, упловио је у Мраморно море, где је АЕ2 пет дана крстарила да створи утисак већег броја и извршила неколико напада на османске бродове, који нису успели због механичких проблема са торпедима.

### Рт Хелес
Десант на Хелесе извршила је 29. дивизија (генерал-мајор Ајлмер Хантер-Вестон). Дивизија се искрцала на пет плажа у луку око врха полуострва, названих 'S', 'V', 'W', 'X' и 'Y' плаже од истока до запада. Дана 1. маја 29. индијска бригада искрцала се, заузела и осигурала Сари Бајир изнад плажа за искрцавање. На плажу 'Y', током првог ангажовања, Прве битке код Критије, савезници су се несметано искрцали и напредовали у унутрашњост. У селу је био само мали број бранилаца, али им је недостајало наређење да искористе положај, командант плаже 'Y' повукао је своје снаге на плажу. То је била најбоља неискоришћена прилика за заузимање села, док су Османлије распоређивале батаљон 25. пука, проверавајући свако даље кретање.
Главно искрцавање обављено је на плажи 'V', испод старе тврђаве Седулбахир и на плажи 'W', на малој удаљености од запада, с друге стране рта Хелес. Покривачке снаге Краљевских минстерских фисилера и Хампшира искрцале су се из преуређеног колијера, СС Ривер Клајда, који је насукан испод тврђаве да би се трупе могле искрцати дуж рампи. Краљевски даблински фисилери искрцали су се на плажу 'V' а Ланкаширски фисилери на плажу 'W' у отвореним чамцима, на неравној обали ограђеној бодљикавом жицом. На обе плаже османски браниоци заузели су добре одбрамбене положаје и нанели су много жртава британској пешадији приликом искрцавања. На војнике који су се искрцавали један за другим из колијера СС Ривер Клајд, митраљези су пуцали из утврђења Седулбахир, а од првих 200 војника који су се искрцали, само 21 је стигао до плаже.
Османски браниоци су били малобројни да би поразили десант, али нанели су много жртава и обуздали напад близу обале. До јутра 25. априла, без муниције и без бајонета у сусрет нападачима на падинама које воде од плаже до висина Чунук Бајира, 57. пешадијски пук (Османско царство) примио је наређење од Кемала: "Не наређујем вам да се борите, наређујем вам да умрете. У времену које прође док ми не умремо, друге трупе и команданти могу да иступе и заузму наша места." Сваки припадник пука је био или убијен или рањен.
На плажи 'W', Ланкаширски стрелци успели су да савладају браниоце упркос губитку од 600 људи од укупних 1.000. Шест ордена Викторијин крст додељено је међу Ланкаширским стрелцима за успехе на плажи 'W'. Још шест Викторијиних крстова је додељено међу пешадијом и морнарима за искрцавање на плажу 'V' а још три су додељена следећег дана док су се борили у унутрашњости. Пет одреда османске пешадије предвођених наредником Јахјом истакло се одбијањем неколико напада на њихов положај на брду, а браниоци су се на крају повукли под окриљем мрака. Након искрцавања, тако је мало људи остало из редова Даблинских и Минстерских фисилера да су били спојени у Дабстерсе. Само један официр из Даблинских фисилера преживео је искрцавање, док је од 1.012 искрцаних војника само 11 преживело кампању за Галипоље неповређено. Након искрцавања, савезници су мало урадили да искористе ситуацију, осим неколико ограничених напретка малих група војника у унутрашњост. Напад савезника изгубио је замах и Османлије су имале времена да појачају одбрану и окупе мали број одбрамбених трупа.

## Копнена кампања

### Почетне битке
Поподне 27. априла, 19. дивизија, појачана са шест батаљона из 5. дивизије, извршила је контранапад на шест савезничких бригада код залива Анзак. Уз подршку артиљерије са бродова, савезници су целу ноћ задржавали Османлије. Следећег дана Британцима су се придружиле француске трупе пребачене из Кум Калеа на азијској обали десно од линије близу плаже 'S' у заливу Морто. Дана 28. априла савезници су водили Прву битку код Критија да заузму село. Хантер-Вестон је израдио план који се показао превише сложеним и лоше је пренесен командантима на терену. Трупе 29. дивизије и даље су биле исцрпљене и изнервиране борбама за плаже и село Седулбахир, које је заробљено након много борби 26. априла. Османски браниоци зауставили су савезничко напредовање на пола пута између рта Хелес и Критије око 18:00, наневши савезницима губитак од око 3.000 жртава.
Како су османска појачања стизала, могућност брзе савезничке победе на полуострву је нестала, а борбе код Хелеса и залива Анзак постале су исцрпљујуће. Дана 30. априла искрцала се Краљевска морнаричка дивизија (генерал-мајор Арчибалд Парис). Истог дана, Кемал, верујући да су савезници на ивици пораза, почео је да пребацује трупе напред у близини висоравни 400. Појачање од осам батаљона послато је из Истанбула дан касније, а тог поподнева османске трупе су напале Хелес и залив Анзак. Османлије су се на кратко пробиле у француском сектору, али напади су одбијени масовном савезничком митраљеском ватром, која је нападачима нанела много жртава. Следеће ноћи Бирдвуд је наредио новозеландској и аустралијској дивизији да нападну са Расел гана и Квин поста према висоравни 700. Аустралијска 4. пешадијска бригада (пуковник Џон Монаш), новозеландска пешадијска бригада и краљевски маринци из чадамског батаљона учествовали су у нападу. Покривени поморском и артиљеријском паљбом, трупе су током ноћи напредовале помало напред, али су се одвојиле у мраку. Нападачи су били изложени масовној ватри из малокалибарског оружја на свом левом боку и одбијени су, претрпевши губитке од око 1.000 жртава.
Дана 30. априла, подморница АЕ2 почела је неконтролисано да се подиже и изронила је у близину османског торпедног чамца Султанхисара, затим је стрмоглаво заронила испод безбедне дубине, а затим поново изронила на површину. Султанхисар је одмах пуцао на подморницу, пробивши јој потисни труп. Стокер је наредио посади да напусти подморницу, потопио је подморницу а посада је била заробљена. Постигнућа подморнице АЕ2 показала су да је било могуће форсирати мореузе и убрзо су османске комуникације тешко поремећене британским и француским подморничким операцијама. Дана 27. априла, ХМС Е14 (поручник командант Едвард Бојл), ушао је у Мраморно море тронедељном патролом, што је постало једна од најуспешнијих поморских акција савезника у кампањи, у којој су потопљена четири брода, укључујући и транспортни Гул Ђемал који је до Галипоља превозио 6.000 војника и пољску батерију. Иако су бројност и вредност потопљених бродова били мали, ефекат на османске комуникације и морал био је значајан. Бојл је награђен Викторијиним крстом. Након успеха АЕ2 и Е14, француска подморница Жул покушала је пролаз 1. маја, али је ударила у мину и потонула са целом посадом. (Неколико недеља раније још један француски брод, Сафир, био је изгубљен након што се насукао у близини Нагара Поинта.)

### Операције: мај 1915
Дана 5. маја из Египта је пристигла 42. дивизија (Источни Ланкашир). Верујући да је залив Анзак осигуран, Хамилтон је аустралијску 2. пешадијску бригаду и новозеландску пешадијску бригаду, заједно са 20 аустралијских пољских топова, пребацио на фронт Хелес као резерву за Другу битку код Критије. Укључујући силу од 20.000 људи, био је то први општи напад на Хелес и био је планиран да се одвија по дану. Француске трупе требале су заузети Керевес Дере, а Британци, Аустралијанци и Новозеланђани добили су Критију и Ачи Бабу. Након 30 минута артиљеријске припреме, напад је започео средином јутра 6. маја. Британци и Французи напредовали су дуж полуострва Гуллипрема Критији, у том напредовању су наилазили на дубоке јаруге, утврђене Османлијама. Како су нападачи напредовали, раздвајали су се покушавајући да пређу османске јаке тачке одбране и нашли су се на непознатом терену. Под артиљеријском, а затим митраљеском ватром из османских предстража које британско ваздушно извиђање није приметило, напад је заустављен. Следећег дана након пристиглог појачања напредовање је настављено.
Напад је настављен 7. маја, а четири новозеландских батаљона напали су Критију 8. маја, са 29. дивизијом нападачи су успели да дођу до положаја јужно од села. Касно поподне, аустралијска 2. бригада брзо је напредовала преко отвореног тла до британске линије фронта. Усред малокалибарског оружја и артиљеријске ватре, бригада је кренула према Критији и пробила се 660 метара, око 440 метара мање од циља, са 1.000 жртава. Новозеланђани су успели да напредују и повежу се са Аустралијанцима, мада су Британци били суздржани, а Французи исцрпљени, упркос томе што су заузели тачку која је представљала њихов циљ. Напад је обустављен и савезници су се улогорили, пошто нису успели да заузму Критију или Ачи Бабу.
Уследио је кратак период консолидације, савезници су готово остали без муниције, посебно артиљерија и обе стране су учврстиле своју одбрану. Османлије су распоредиле трупе насупрот аустралијске линије, коју је појачала аустралијска лака коњица која је деловала као пешадија. Спорадичне борбе су настављене снајперским нападима и нападима гранатама, супротстављени ровови су местимично били одвојени само неколико метара. Аустралијанци су изгубили одређени број официра услед снајперског напада противника, укључујући команданта 1. дивизије, генерал-мајора Вилијама Бриџиса, који је рањен приликом прегледа положаја 1. пука лаке коњице у близини "Стил поста" а преминуо је од повреда на болничком броду ХМХС Гаскон 18. маја.
Крајем априла Бирдвуд је рапортирао ГХК МЕФ-у (Генералштаб Међународних експедиционих снага) да не може да искрца 6.000 коња у заливу Анзак, јер за њих нема воде. ГХК МЕФ је био незадовољан што ће снаге АНЗАК-а бити имобилизоване на обали плаже, али од њих неће бити користи. Хиљаде војника и коња остали су на броду и до месец дана. Бирдвуд је 17. маја сигнализирао да ће се 17 бродова вратити у Александрију да искрца 5.251 коња у пратњи 3.217 војника. ГХК МЕФ је инсистирао да неки од војника остану у Александрији да чувају коње и чувају АНЗАК-ова "многа возила и планине пртљага".

### Османска контраофанзива: 19. мај
Дана 19. маја 42.000 османских војника покренуло је напад на Анзак да би 17.000 Аустралијанаца и Новозеланђана потиснуло назад ка мору. У недостатку артиљерије и муниције, Османлије су намеравали да се ослоне на изненађење и на бројност, али су 18. маја посаде лета британских авиона приметиле османске припреме. Османлије су претрпеле око 13.000 жртава у нападу, од којих је 3.000 војника убијено. Аустралијске и новозеландске жртве су износиле 160 убијених и 468 рањених. Међу мртвима је био и носилац носила, Џон Симпсон Киркпатрик, чији су напори да евакуише рањене људе на магарцу док су били под ватром постали познати међу Аустралијанцима у Анзаку, након тога, његова прича постала је део аустралијског предања о кампањи. Османски губици били су толико озбиљни да су Обри Херберт и други организовали прекид ватре 24. маја ради сахрањивања мртвих који су лежали на ничијој земљи, слично Божићном примирју 1914. године на Западном фронту.
 У извештају војник Виктор Лејдлоу, из аустралијске друге теренске Хитне помоћи, дан је описао:
Примирје је проглашено јутрос од 8.30 до 16.30. то је дивно, ствари су неприродно тихе, не чују се пуцњи пушака, нема граната. Смрад око ровова у којима су мртви лежали недељама био је грозан, нека тела су била пуки костури, чини се тако различитом видети обе стране у близини ровова како сахрањују своје мртве, а сваки човек који учествује у овој церемонији назива се пиониром и носи 2 беле траке на рукама. Сви користе примирје да раде било шта што желе без покрића, а велики број их се купа, а ви бисте помислили да је данас Дан купања доле на једној од наших приморских плажа.
Примирје није формално поновљено.
Британска предност у поморској артиљерији умањила се након што је османски разарач Муавенет-и Милије 13. маја торпедовао бојни брод ХМС Голијат. A Немачка подморница, У-21, потопила је ХМС Тријумф 25. маја и ХМС Мажестик 27. маја. Још је британских извиђачких патрола летело око Галипоља и У-21 је био присиљен да напусти то подручје, али не знајући за то, савезници су повукли већину својих ратних бродова на Имброс, где су били безбедни, што је у великој мери смањило ватрену моћ савезничке морнарице, посебно у сектору Хелес. Подморница ХМС Е11 (заповедник Мартин Насмит, касније награђен Викторијиним крстом) прошла је Дарданеле 18. маја и потопила или онеспособила једанаест бродова, укључујући три 23. маја, пре уласка у Истанбулску луку, пуцала је на бродове који су превозили оружје, потопивши топовњачу и оштетивши пристаниште.
Османским снагама недостајало је артиљеријске муниције, а пољске батерије имале су на располагању око 18.000 граната у периоду од почетка маја до краја прве недеље јуна. Након пораза у контранападу на Анзак средином маја, османске снаге су престале са фронталним нападима. Крајем месеца, Османлије су започели тунелирање око Квин Поста у сектору Анзак и рано ујутро 29. маја, упркос аустралијском против-минирању, активирали су мину и напали батаљоном из 14. пука. Аустралијски 15. батаљон је био присиљен да се повуче, али је контранападом поново заузео земљу касније током дана, пре него што су га новозеландске трупе ослободиле. Операције на Анзаку почетком јуна биле су консолидоване, мањим ангажманима и окршајима гранатама и снајперском ватром.

### Операције: јун–јул 1915.
У сектору Хелес, у коме су биле стациониране обе стране, савезници су поново напали Критију и Ачи Бабу, у Трећој бици код Критије 4. јуна, са 29. дивизијом, Краљевском поморском дивизијом, 42. дивизијом и две француске дивизије. Напад је одбијен и тиме је престала могућност одлучујућег пробоја, рововски рат је настављен. Жртве су биле приближно 25 процената од укупне снаге на обе стране. Британци су изгубили 4.500 од 20.000 војника, а Французи 2.000 од 10.000 војника. Османски губици били су 9.000 војника према турској званичној историји и 10.000 према другом извештају.
У јуну је стигао носач хидроавиона HMS Ben-my-Chree. 52. (низијска) дивизија такође се спустила на Хелес у припреми за битку код Гули Равена, која је започела 28. јуна и завршила се успешно, чиме је британска линија напредовала дуж левог (егејског) бока бојног поља. Сандерс је одбрану приписао двојици османских официра, Фајик-паши и Албај Рефету. Дана 30. јуна, француски командант Анри Гуро, који је раније заменио Алберта д'Амада, рањен је и замењен је његовим дивизијским командантом Морисом Бејуом. Између 1. и 5. јула, Османлије су неколико пута напали нову британску линију, али нису успели да поврате изгубљено тло. Османске жртве за тај период процењене су на 14.000 војника. Дана 12. јула две свеже бригаде из 52. дивизије напале су у средишту линије дуж Ачи Бабе Нулаха (Крвава долина), стекле су врло мало тла и изгубиле 2.500 од 7.500 војника, Краљевска поморска дивизија имала је 600 жртава, а француски губици су износили 800 војника. Османски губици били су око 9.000 жртава и 600 затвореника.
На мору је подморница Е14 обавила две успешне експедиције у Мраморно море. Трећа експедиција започела је 21. јула, када је Е14 прошла кроз мореузе упркос новој противподморничкој мрежи постављеној у близини Нароса. Француска подморница Мариот је 27. јула ухваћена у противподморничку мрежу и била је потопљена. Дана 8. августа, Е11 је торпедовала османски бојни брод Барбароса Хајрудин при чему је настрадало 253 људи и потопљена су седам транспортера, 23 једрењака и топовњача.

### Офанзива у августу
Неуспех савезника да заузму Критију или постигну било какав напредак на фронту Хелес приморао је Хамилтона да формира нови план за осигурање брда Сари Бајир у бици код Сари Бајира и заузимање високог терена на брду 971 у бици код Чунук Бајира. Обе стране су добиле појачања, првобитних пет савезничких дивизија повећано је на петнаест, а првих шест османских дивизија на шеснаест. Савезници су планирали да искрцају две свеже пешадијске дивизије из IX корпуса код залива Сувла, 8,0 km (5,0 mi) северно од Анзака, које ће пратити напредовање на Сари Бајиру са северозапада. На Анзаку би се направила офанзива на терен Сари Бајира напредовањем кроз груби и слабо брањени терен, северно од Анзака. То би се постигло нападом на висораван 700 са брда Нек 3. бригаде лаке аустралијске коњице, у договору са нападом на Чунук Бајир од стране Новозеланђана из Новозеландске пешадијске бригаде, који би прешли Рододендрон Риџ. Брдо 971 напала би 29. индијске бригаде и Аустралијанци из четврте пешадијске бригаде. Савезници су имали 40 летелица, углавном из 3. крила РНАС-а смештеног у Имбросу, који су своје Вуазине заменили Фарманима и Нијепорима, Ескадрила МФ98T had је такође основана у Тенедосу. Османлије су имале 20 летелица, од којих је осам било стационирано у Чанакалеу. Савезнички авиони су изводили извиђачке летове, давали координате мета за поморске топове и вршили бомбардовање османских резерви док су допремане на ратиште. Савезничка авијација је такође предузела антибродске операције у заливу Сарос, где је хидроавион са HMS Ben-my-Chree-а потопио османски тегљач.
Искрцавање у заливу Сувла догодило се у ноћи 6. августа против лаганог отпора, британски командант, генерал-пуковник Фредерик Стопфорд, ограничио је своје ране циљеве, а затим није успео да погура напредовање својих трупа у унутрашњост и заузето је нешто више од плаже. Османлије су успеле да заузму брда Анафарта, спречавајући Британце да продру у унутрашњост и свела фронт Сувла на статички рововски рат. Офанзиви су 6. августа увече претходиле диверзије код Хелеса, где су обе стране у бици код Критијских винограда претрпеле велике губитке. Код Анзака, диверзијска Битка код Усамљеног бора, коју је предводила аустралијска 1. пешадијска бригада, заузела је главну османску линију рова и преусмерила османске снаге, али напади на Чунук Бајир и брдо 971 нису успели.
Новозеландска пешадијска бригада дошла је на 500 метара од најближег врха Чунук Бајира до зоре 7. августа, али није успела да освоји врх до следећег јутра. Ујутро 7. августа, аустралијска 3. бригада лаке коњице напала је Османлије на уском фронту на Неку, да би се поклопила са нападом Новог Зеланда из Чунук Бајира на задњи део османске одбране. Почетна артиљеријска паљба започела је седам минута пре договореног јуриша, што је упозорило Османлије и напад је претрпео тежак неуспех. Напад на брдо 971 никада се није догодио након што су аустралијска 4. пешадијска бригада и индијска бригада током ноћи изгубиле смер. Покушаје напада, османски браниоци су лако одбили, уз велике губитке савезника. Новозеланђани су два дана издржали на Чунук Бајиру, пре него што су им притекли у помоћ два батаљона Нове војске из региона Вилшир и Северни Ланкашир, али османски контранапад 10. августа, предвођен Мустафом Кемалом, потиснуо их са врха. Од 760 војника у новозеландском батаљону Велингтон који су стигли на врх, 711 је настрадало. Османским враћањем терена изгубљене су најбоље шансе савезника за победу.
Искрцавање у Сувли појачано је доласком 10. (ирске) дивизије 7. августа, 53. (велшке) дивизије, која је почела да се искрцава 8. августа, 54. (источноанглијске) дивизије која је стигла касно 10. августа и 2. моторизоване дивизије 18. августа. Дана 12. августа 54. дивизија напала је Кавак Тепе и Теки Тепе, прелазећи равницу Анафарта. Напад није успео и Хамилтон је накратко разматрао евакуацију Сувле и Анзака.
Елементи нове аустралијске 2. дивизије почели су да стижу на Анзак из Египта искрцавањем 5. пешадијске бригаде од 19. до 20. августа и 6. бригаде и 7. бригаде које су стигле почетком септембра. 29. дивизија такође је премештена са Хелеса на Сувлу. Коначни британски покушај офанзиве уследио је 21. августа, у бици код брда 60. Контрола брда би ујединила фронтове Анзак и Сувла, али напади нису успели. Дана 17. августа Хамилтон је затражио још 95.000 војника, али дан раније Французи су Киченеру најавили планове за јесењу офанзиву у Француској. Састанак Одбора за Дарданеле 20. августа утврдио је да ће француска офанзива бити подржана максималним напорима, што је оставило само око 25.000 војника за Дарданеле. Дана 23. августа, након вести о неуспеху на брду 60, Хамилтон је прешао у одбрану, јер је улазак Бугарске у рат, који би Немцима омогућио наоружавање турске војске, био неизбежан и оставио је мало могућности за наставак офанзивних операција. Њуфаундлендски пук је 20. септембра био распоређен у заливу Сувла са 29. дивизијом. Киченер је 25. септембра предложио одвајање две британске и једне француске дивизије за службу у Солуну у Грчкој, што је био почетак краја савезничке кампање на Галипољу. Уместо тога, договорен је контра предлог сер Јана Хамилтона, са полуострва су повучене само 10. (ирска) дивизија и 156. пешадијска дивизија (Француска). Крајем септембра ове трупе су концентрисане на Мудрос ради преношења на нови фронт.
Алан Мурхед је написао да је током пат позиције, старом османском ордонансу редовно било дозвољено да неометано веша опрани веш свог вода на бодљикаву жицу и да је постојао "стални промет" поклона који су се бацали преко ничије земље, датула и слаткиша сао стране и конзерве говедине и паклица цигарета са савезничке стране. Услови на Галипољу погоршали су се за све јер су летње врућине и лоши санитарни услови резултирали експлозијом популације мува. Ваздух је постао изузетно тежак јер су несахрањени лешеви постали надути и трули. Несигурни савезнички конаци били су лоше лоцирани, што је узроковало проблеме са снабдевањем и склоништима. Епидемија дизентерије проширила се савезничким рововима на Анзаку и Хелесу, док су Османлије такође тешко патиле од болести која је резултирала многим смртним исходима.

### Евакуација
После неуспеха августовске офанзиве, Галипољска кампања је ушла у период затишја. Османски успех почео је да утиче на јавно мњење у Британији, критику Хамилтоновог наступа пропагирали су Кит Мердок, Елис Ахмед-Бартлет и други извештачи. Стопфорд и други официри дисиденти такође су критиковали Хамилтона и могућност евакуације разматрана је 11. октобра 1915. Хамилтон се одупирао сугестији, плашећи се штете британском престижу, али је убрзо смењен и замењен генерал-потпуковником сер Чарлсом Монроом. Јесен и зима донеле су олакшање од врућине, али су такође довеле до јаких киша, мећава и поплава, што је резултирало утапањем и смрзавањем војника, док је на хиљаде војника претрпело промрзлине. Српски пораз у Српској кампањи у јесен 1915. подстакао је Француску и Британију да пребаце трупе из Галипољске кампање у Грчкој Македонији. Солунски фронт је успостављен да подржи остатке српске војске у освајању Вардарске Македоније.
Дана 4. септембра, подморница ХМС Е7 ухваћена је у османску противподморничку мрежу када је кренула у нову акцију. Упркос таквим преокретима, до средине септембра савезничке мреже и мине затвориле су источни улаз у Дарданеле за немачке подморнице а У-21 је спречена када је 13. септембра покушала да прође мореузом до Истанбула. Прва француска подморница која је ушла у Мраморно море била је Туркуаз али је била присиљена да се врати. Дана 30. октобра, при повратку кроз мореуз, насукала се испод утврђења и заробљена је неоштећена. Посада од 25 људи је заробљена и откривени су документи са детаљима планираних савезничких операција, укључујући заказани састанак са ХМС Е20 6. новембра. То је искористила немачка подморница У-14, која је торпедовала Е20, а напад је преживело само девет чланова посаде.
Ситуацију на Галипољу закомпликовало је придруживање Бугарске Централним силама. Почетком октобра 1915. Британци и Французи отворили су други медитерански фронт код Солуна, премештањем две дивизије из Галипоља. Отворен је копнени пут између Немачке и Османског царства кроз Бугарску и Немци су наоружали Османлије тешком артиљеријом, посебно на ограниченом фронту код Анзака, модерним авионима са искусним посадама. Крајем новембра, османска посада у немачком Албатросу C.I оборила је француски авион над Габа Тепеом а аустроугарске артиљеријске јединице 36. Хаубицбатерија и 9. Моторморзербатерија стигле су пружајући значајно појачање османској артиљерији. Монро је препоручио евакуацију Китченеру, који је почетком новембра посетио источни Медитеран. Након саветовања са командантима VIII корпуса у Хелесу, IX корпуса у Сувли и Анзаку, Киченер се сложио са Монроом и проследио своју препоруку британском кабинету, који је почетком децембра потврдио одлуку о евакуацији.
Због ускости ничије земље и зимског времена, током повлачења се очекивало много жртава. Неодржива природа савезничког положаја показала се кишном олујом 26. новембра 1915. Пљусак у Сувли трајао је три дана, а почетком децембра била је мећава. Киша је поплавила ровове, утопила војнике; следећи снег усмртио је више војника од непријатељске ватре. Сувла и Анзак требали су бити евакуисани крајем децембра, последње трупе су кренуле пред зору 20. децембра. Бројеви трупа полако су се смањивали од 7. децембра, а разна лукавства, попут пушке Вилијама Скерија која је била постављена да опали када посуду причвршћену за окидач напуни киша, коришћена су за прикривање савезничког одласка. У заливу Анзак трупе су одржавале тишину сат времена или дуже, све док се знатижељне османске трупе нису усудиле да прегледају ровове, након чега су савезници отворили ватру. Овај инцидент је успешно обесхрабрио Османлије да проверавају да ли се стварно догодила евакуација. На Неку је активирана мина која је усмртила 70 османских војника. Савезничке снаге су кренуле, Аустралијанци нису страдали последње ноћи, али су велике количине залиха пале у османске руке.
Хелес је задржан на одређено време, али је одлука о евакуацији гарнизона донета 28. децембра. За разлику од евакуације из увале Анзак, османске снаге су тражиле знакове повлачења. Искористивши интервал да прикрије појачање и залихе, Сандерс је 7. јануара 1916. године извршио напад на Британце пешадијом и артиљеријом, али напад је претрпео тежак неуспех. Мине су постављене временским запаљивачима и те ноћи са 7. на 8. јануара, под окриљем поморског бомбардовања, британске трупе почеле су да се спуштају 8 km (5,0 mi), од положаја својих линија до плажа, где су били импровизовани молови који су коришћени за укрцавање на чамце. Последње британске трупе су кренуле са Ланкаширског Лендинга око 04:00, 8. јануара 1916. Њуфаундлендски пук је био део позадине и повукао се 9. јануара 1916. Краљевска маринска лака пешадија је последња напустила полуострво.
Упркос губицима од око 30.000 жртава, евакуисано је 35.268 војника, 3.689 коња и мазги, 127 топова, 328 возила и 1.600 тона опреме, убијено је 508 мазги које није било могуће укрцати како не би пале у османске руке, а 1.590 возила је остало с оштећеним точковима. Као и код Анзака, заостале су велике количине залиха (укључујући 15 британских и шест француских артиљерија које су биле неупотребљиве), запрежно оруђе и муниција, стотине коња су заклана да не би пали у руке Османлијама. У случајној експлозији гранате морнар је погинуо а чамац је потопљен. Убрзо након свитања, Османлије су поново заузеле Хелес. У последњим данима кампање, османску противваздушну одбрану повећала је немачко-османска борбена ескадрила, која је започела операције над полуострвом и нанела прве британске авијацијске губитке неколико дана након евакуације Хелеса, када су три Фокер Ајндекера пуцала на два приземљена авиона РНАС-а.

## Последице

### Војни одјеци
Историчари су подељени око начина на који сумирају резултат кампање. Бродбент кампању описује као савезнички пораз, док Лесли Карлон на укупни резултат гледа као пат позицију. Петер Харт се не слаже, тврдећи да су османске снаге "релативно лако држале савезнике од планираних циљева", док Хајторнтвејт кампању описује као "катастрофу за савезнике". Кампања је нанела "огромну штету ... (османским) националним ресурсима", и у тој фази рата савезници су били у бољој позицији да надокнаде своје губитке од Османлија, али на крају се савезнички покушај обезбеђења пролаза кроз Дарданеле показао неуспешним. Иако је одвратила османске снаге даље од осталих сукобљених подручја на Блиском истоку, кампања је такође потрошила ресурсе које су савезници могли да користе на Западном фронту, а такође је резултирала великим губицима на савезничкој страни.
Кампању савезника пратили су лоше дефинисани циљеви, лоше планирање, недовољна артиљерија, неискусне трупе, нетачне мапе, лоша интелигенција, прекомерно самопоуздање, неадекватна опрема и логистички и тактички недостаци на свим нивоима. Географија се такође показала као значајан фактор. Иако су савезничке снаге имале нетачне мапе и обавештајне податке и показале су да нису у стању да искористе терен у своју корист, османски заповедници успели су да искористе узвишицу око савезничких десантних плажа да поставе добро постављену одбрану која ограничава могућност савезничких снага да продру у унутрашњости, ограничавајући их на уске плаже. Неопходност кампање остаје предмет расправе, а оптужбе које су уследиле биле су значајне, истичући раскол који се развио између војних стратега који су сматрали да би се савезници требали усредсредити на борбу на Западном фронту и оних који су фаворизовали покушај окончања рата нападом на немачке савезнике на истоку.
Британске и француске подморничке операције у Мраморном мору биле су једно од значајних подручја успеха кампање за Галипоље, приморавајући Османлије да напусте море као транспортни пут. Између априла и децембра 1915. године, девет британских и четири француске подморнице извршиле су 15 патрола, потопивши један бојни брод, један разарач, пет топовњача, 11 транспортних бродова, 44 брода за снабдевање и 148 једрењака уз губитак од осам савезничких подморница потонулих у мореузу или у Мраморном мору. Током кампање увек је била једна британска подморница у Мраморном мору, понекад и две, октобра 1915. у региону су биле четири савезничке подморнице. E2 је напустила Мраморно море 2. јануара 1916. године као последња британска подморница у региону. Четири подморнице Е класе и пет Б класе остале су у Средоземном мору након евакуације Хелеса. До тада је османска морнарица била приморана да престане са радом на том подручју, док је трговачка шпедиција такође била знатно умањена. Званични немачки поморски историчар, адмирал Еберхард фон Мантеј, касније је закључио да би се османска 5. армија вероватно суочила са катастрофом да су комуникацијски морски путеви били потпуно прекинути. Будући да су управо ове операције биле извор велике забринутости, представљајући сталну претњу бродарству и узрокујући велике губитке, ефикасно дислоцирајући османске покушаје појачавања својих снага на Галипољу и гранатирање концентрација трупа и железница.
Галипоље је означило крај за каријере Хамилтона и Стопфорда, али Хантер-Вестон је наставио да води VIII корпус у бици на Соми. Способност аустралијских команданата бригаде, Џона Монаша (4. пешадијска бригада) и Харија Човела (1. лака коњска бригада), препозната је унапређењем у дивизијску и корпусну команду. Утицај Киченера је јењавао након формирања коалиционе владе у мају 1915. године, делом због све већег осећаја неуспеха на Дарданелима, а кулминирало је његовим прекорачењем овлашћења приликом подршке Французима у Солуну почетком децембра 1915. године, када је његов утицај на кабинет знатно опао. Кампања је Османлијама дала поверење у њихову способност да победе савезнике. У Месопотамији су Турци опколили британску експедицију код Кут Ал Амара, присиљавајући их на предају априла 1916. Османске снаге у јужној Палестини биле су спремне да покрену напад на Суецки канал и Египат. Пораз у бици за Романи и недостатак материјала за завршетак војне железнице неопходне за такву операцију означили су крај тој амбицији. Османски оптимизам стечен победом на Галипољу замењен је осећајем очаја који је растао и Британци су остали у офанзиви на Блиском истоку до краја рата.
Лекције о кампањи проучавали су војни планери пре амфибијских операција као што су искрцавање у Нормандији 1944. и током Фолкландског рата 1982. године. Лекције из кампање утицале су на амфибијске операције америчких маринаца током Пацифичког рата и настављају да утичу на америчку амфибијску доктрину. Теодор Гачел је 1996. написао да је у међуратном периоду, кампања "постала полазна тачка за проучавање амфибијског рата" у Британији и Сједињеним Државама. Глен Волерт је 2008. написао да је Галипоље укључивало "све четири врсте амфибијских операција: рацију, демонстрацију, напад и повлачење".
Расел Вејглеј је написао да је анализа кампање пре Другог светског рата довела до "уверења већине оружаних снага света" да амфибијски напади не могу успети против савремене одбране и да упркос успеха искрцавања у Италији, Тарави и Гилберту, вероватно ово уверење остало на снази све до искрцавања у Нормандији у јуну 1944. Харт је написао да је упркос песимистичким анализама након 1918. године, ситуација након 1940. године показала је да су напади с мора неизбежни и тек након Нормандије превазиђено је уверење да су искрцавања узалудна. Сећање на Галипоље помогло је Аустралијанцима током планирања кампање на полуострву Хуон крајем 1943. У септембру су Аустралијанци извели своје прво искрцавање од Галипоља у бици код Финшафена на Новој Гвинеји. Искрцавање је отежано навигационим грешкама и трупе су изашле на погрешне плаже, али обучене према лекцијама из Галипоља брзо су реорганизоване да крену у унутрашњост.

### Политички ефекти
Политичке последице у Британији почеле су током битке, Фишер је дао оставку у мају након жестоког сукоба са Черчилом. Криза која је уследила након што су конзервативци сазнали да ће Черчил остати, приморала је премијера Херберта Асквита да оконча своју либералну владу и формира коалициону владу са Конзервативном партијом. Асквитова влада одговорила је на разочарање и огорчење због неуспеха на Галипољу и Куту успостављањем истражних комисија за обе кампање. Комисија за Дарданеле основана је за истрагу неуспеха експедиције, први извештај објављен је 1917, а коначни извештај објављен 1919. После неуспеха Галипољске кампање, сер Јан Хамилтон, командант МЕФ-а, опозван је у Лондон октобра 1915. године, завршавајући своју војну каријеру. Черчил је смењен на месту првог лорда адмиралитета, што је био услов да конзервативци уђу у коалициону владу, али је добио место министра без портфеља. Черчил је поднео оставку у новембру 1915. године и напустио Лондон отишавши на Западни фронт, где је почетком 1916. године командовао 6. батаљоном Краљевских шкотских фисилера.
Асквит је делимично окривљен за Галипоље и друге катастрофалне акције и свргнут је у децембру 1916. године, када је Дејвид Лојд Џорџ предложио ратно веће под његовом надлежношћу, а конзервативци у коалицији претили су оставком уколико план не буде спроведен. Након неуспеха у постизању споразума, Лојд Џорџ а затим и Асквит поднели су оставке, а потом је Лојд Џорџ постао премијер. Лојд Џорџ је формирао нову владу, из које је Черчил, поново активан у Доњем дому, од јуна 1916, искључен због конзервативног противљења. У лето 1917. Черчил је на крају именован за министра за муницију, али не и за Ратни кабинет. Коначни извештај Комисије објављен је 1919. године, закључујући да је са расположивим снагама успех зависио од тога да ли је влада дала предност експедицији и оставила Британске експедиционе снаге у Француској да то испуне. Комесари су пресудили да је Хамилтон од почетка био превише оптимистичан и допринео је својим одлукама Стопфордовим потешкоћама 8. августа 1915. Хамилтон је из истраге изашао повољније него што је то заслужио, делимично и зато што је вршио непристојне покушаје да стекне тајне договоре са сведоцима. Хамилтон више никада није добио ангажман у војсци.

### Губици
| Државе               | Погинули | Рањени  | Нестали или заробљени | Укупно  |
| -------------------- | -------- | ------- | --------------------- | ------- |
| Османско царство     | 56,643   | 97,007  | 11,178                | 164,828 |
| Уједињено Краљевство | 34,072   | 78,520  | 7,654                 | 120,246 |
| Француска            | 9,798    | 17,371  | —                     | 27,169  |
| Аустралија           | 8,709    | 19,441  | —                     | 28,150  |
| Нови Зеланд          | 2,721    | 4,752   | —                     | 7,473   |
| Британска Индија     | 1,358    | 3,421   | —                     | 4,779   |
| Њуфаундленд          | 49       | 93      | —                     | 142     |
| Укупно (Савезници)   | 56,707   | 123,598 | 7,654                 | 187,959 |

Бројке страдалих у кампањи разликују се међу изворима, али је 2001. године Едвард Ј. Ериксон објавио у свом раду да је у Галипољској кампањи убијено преко 100.000 људи, укључујући 56.000–68.000 Османлија и око 53.000 британских и француских војника. Користећи Османску архиву, Ериксон је проценио да су османске жртве у Галипољској кампањи износиле 56.643 војника настрадалих од различитих узрока, 97.007 војника је рањено или повређено, а 11.178 је нестало или је заробљено. Лесли Карлон је 2001. изнео податке о 43.000 британских убијених или несталих, укључујући 8.709 Аустралијанаца.
У септембру 1915. генерал Годли се жалио да се премали број опорављених болесних или рањених жртава из Галипоља враћа из Египта, а генерал Максвел је одговорио да је ""апетит Дарданела за војницима био феноменалан и зао".
Током кампање било је готово 500.000 жртава, а британска званична историја наводи губитке, укључујући и болесне и рањене, од 205.000 британских, 47.000 француских и 251.000 османских војника (а неки турски извори наводе 350.000 жртава). Османске жртве су оспорене и 2001. године, Траверс је изнео податке о османским жртвама од 2.160 официра и 287.000 других чинова (борбених и неборбених), од чега 87.000 мртвих. Сандерс је проценио да су Османлије имале 218.000 жртава, укључујући 66.000 мртвих и да се 42.000 рањених вратило на дужност.
Полузванична историја Новог Зеланда (1919, Фред Вајт) процењује да је 8.556 Новозеланђана служило у Галипољу и садржи процену 251.000 османских жртава у биткама, укључујући 86.692 мртвих. Макгибон је објавио 2000. године да је убијено 2.721 Новозеланђана, око четвртина оних који су се у почетку искрцали на полуострву, остале процене су 2.701 (Пугслеј) и 2.779 (Стауерс). У студији новозеландских историчара Џона Крафорда и Метјуа Бака, објављеној 2019. године, наведена је већа процена броја новозеландских војника који су служили у Галипољу: преко 16.000, можда 17.000 (уместо раније ревидираних цифара од 13.000 до 14.000 и цифре из 1919. од 8.556).

#### Болести
Многи војници су се разболели услед нехигијенских услова, посебно од тифуса, дизентерије и дијареје. Британски званични историчар известио је да је 90.000 војника Британског царства евакуисано због болести током кампање. Укупно 145.154 британских војника разболело се током кампање, не рачунајући трупе из доминиона или Индије, од тога је 3.778 умрло, искључујући евакуисане. Оболели су превожени из Галипоља у болнице у Египту и на Малти што је брже могуће, јер болнице у подручју операција нису биле довољне. Отприлике 2,84 посто војника који су повучени као жртве које нису ратовале, умрло је, у односу на 0,91 посто у Француској и Фландрији. Проценат жртава болести и губитака у биткама био је знатно већи у Галипољској кампањи него у кампањама Западног фронта. Сесил Аспињал-Огландер, британска званична историчарка, наводи да је број евакуисаних османских трупа износио 64.440. Највећи узрок слања британских трупа у болници била је дизентерија, са 29.728 заражених војника и још 10.383 војника са дијарејом. Остале значајније болести биле су озеблине са 6.602 хоспитализације, гонореја 1.774 случаја и реуматска грозница 6.556 случајева. Француске жртве током кампање износиле су око 47.000 убијених, рањених или болесних. Од тога је 27.169 војника било убијено, рањено или нестало са подразумеваних 20.000 оболелих.
Изнесени су наводи да су савезничке снаге у неколико наврата напале или бомбардовале османске болнице и болничке бродове од почетка кампање до септембра 1915. До јула 1915. изграђено је 25 османских болница са 10.700 кревета, а три болничка брода била су у том подручју. Француска влада оспорила је ове жалбе преко Црвеног крста, а Британци су одговорили да ако се то догодило онда је то случајно. Русија је пак тврдила да су Османлије напале два њихова болничка брода, Португал и Vпериод, али је османска влада одговорила да су бродови били жртве мина. У Галипољу није коришћено хемијско оружје, иако су савезници током кампање расправљали о његовој употреби и превозили на бродовима количине гаса који је две године касније коришћен против османских трупа у блискоисточној кампањи, током Друге и Треће битке за Газу 1917. године.

#### Гробнице и спомен-обележја
Комисија за ратне гробове Комонвелта (КВГК) одговорна је за вечна гробља за све снаге Комонвелт нација. На полуострву Галипоље постоји 31 гробље КВГК-а: шест на Хелесу (плус један усамљени гроб, потпуковника Чарлса Дауг-Валија VC, Краљевски велшки фисилери), четири на Сувли и 21 на Анзаку. Многи који су убијени или умрли на болничким бродовима и сахрањени на мору, немају познату гробница, њихова имена забележена су на једном од пет „спомен обележја несталима“. Меморијал Усамљени бор је подигнут у сећање на Аустралијанце убијене у сектору Анзак, као и Новозеланђане без познате гробнице или који су сахрањени на мору, док су споменици Усамљени бор, Брдо 60 и Чунук Бајир подигнути у сећању на Новозеланђане убијене у Анзаку. Споменик Дванаест дрвећа подигнут је у знак сећања на Новозеланђане убијене у сектору Хелес, док је у знак сећања на британске, индијске и аустралијске трупе, које су погинуле на Хелесу, подигнут Меморијални споменик Хелес на рту Хелес. Британске поморске жртве сахрањене у мору наведене су на спомен-обележјима у Уједињеном Краљевству.
На грчком острву Лимнос постоје још три гробља КВГЦК-а, прво за 352 савезничка војника у Портианоу, друго за 148 аустралијских и 76 новозеландских војника у граду Мудрос и треће за османске војнике ( 170 египатских и 56 турских војника). Лимнос је био болничка база савезничких снага и већина сахрањених су војници који су умрли од рана.
Током кампање настали су импровизовани гробови, често са једноставним дрвеним крстовима или маркерима. Међутим, неки гробови су украшени обимније, попут гроба Џона Ханкокса (на слици).
На полуострву Галипоље налази се француско гробље које се налази на Седулбахиру.
На полуострву нема великих турских војних гробља, али постоје бројни споменици, од којих су главни Меморијални споменици Чанакале у заливу Морто, рт Хелес (близу плаже 'S'), Споменик турском војнику на Чунук Бајиру. Постоји низ спомен-обележја и гробља на азијској обали Дарданела, што показује већи нагласак који турски историчари стављају на победу од 18. марта над каснијим борбама на полуострву.

### Накнадне операције
Савезничке трупе повучене су у Лимнос, а затим у Египат. Француске снаге пребачене су у војску Оријента и касније ангажоване у Солуну. У Египту су британске царске и доминионске трупе са Дарданела, заједно са свежим дивизијама из Уједињеног Краљевства и онима у Солуну, постале Медитеранске експедиционе снаге (МЕФ), којима је командовао генерал-потпуковник сер Арчибалд Мареј. Оне су се придружили снагама у Египту да би постали стратешка резерва за Британско царство, која се састојала од 13 пешадија и монтираних дивизија са 400.000 људи. У марту 1916. године Мареј је преузео команду над обе ове снаге, формирајући нове Египатске експедиционе снаге (ЕЕФ) и реорганизујући јединице за службу у Европи, Египту и Блиском истоку. Док је АНЗАК расформиран, АИФ је проширен са три нове аустралијске дивизије и формирана је и новозеландска дивизија. Ове јединице су се средином 1916. преселиле на Западни фронт.
Британске јединице које су се бориле на Галипољу биле су појачане и реорганизоване, формирајући 74. дивизију и део 75. дивизије. Заједно са аустралијском лаком коњицом и новозеландском моторизованом артиљеријом касније су учествовале у Синајској и палестинској кампањи. Египатски Синај поново је окупиран 1916. године, док су Палестина и северни Левант заузети од стране Османског царства током 1917. и 1918. године, пре него што је Примирје са Мудроса 31. октобра окончало непријатељства на блискоисточној позорници. Потом су савезници заузели Галипоље и Инстанбул и поделили Османско царство. Окупација је завршена 1923. године.

## Наслеђе
Значај Галипољске кампање снажно се осећа и у Аустралији и на Новом Зеланду, упркос томе што су они били само део савезничких снага, кампања се у обе нације сматра „ватреним крштењем“ и повезана је са њиховим успоном као независним државама. Отприлике 50.000 Аустралијанаца служило је у Галипољу и од 16.000 до 17.000 Новозеланђана. Тврдило се да се кампања показала значајном у настанку јединственог аустралијског идентитета након рата, који је био уско повезан са популарном концептуализацијом особина војника који су се борили током кампање, а који су постали отелотворени у појму "Дух Анзака".
Датум искрцавања 25. април сваке године се у обе земље обележава као „Дан Анзака“. Прва итерација незванично је прослављена 1916. године у црквама у Мелбурну, Бризбејну и Лондону, пре него што је 1923. званично призната као државни празник у свим аустралијским државама. Тај дан је такође постао национални празник на Новом Зеланду током 1920-их. Организовани маршеви ветерана започели су 1925. године, исте године је одржана служба на плажи у Галипољу, две године касније, прва званична церемонија одржана је у Сиднеју. Током 1980-их аустралијским и новозеландским туристима постало је популарно да посећују Галипоље. Преко 10.000 људи присуствовало је 75. годишњици, заједно са политичким лидерима из Турске, Новог Зеланда, Британије и Аустралије. Јутарње литургије одржавају се и у Аустралији, и на Новом Зеланду и најпопуларнији су облик поштовања овог дана. Дан Анзака је најзначајнија комеморација војних жртава и ветерана у Аустралији и Новом Зеланду, надмашујући Дан сећања (Дан примирја).